# Прапор Рівненської області
Пра́пор Рі́вненської о́бласті — є символом, що відображає історію й традиції області. Разом із гербом становить офіційну символіку органів місцевого самоврядування та виконавчої влади Рівненської області. Затверджений 9 серпня 2005 р. сесією обласної ради.
Являє собою прямокутне полотнище зі співвідношенням ширини до довжини 2:3, яке складається з п'яти горизонтальних смуг — білої, жовтої, блакитної, жовтої та білої (співвідношення їхніх ширин дорівнює 3:2:2:2:3); у центрі полотнища розміщений герб області, обрамований жовтим картушем. Білий колір — знак полотна, блакитний і жовтий — кольори Державного Прапора.